# Fábrica Sant'Anna
Fábrica Sant'Anna é uma empresa portuguesa que produz faianças e azulejos, tendo actualmente as suas instalações na Calçada da Boa Hora, em Lisboa.
A Fábrica Sant'Anna, produz todas as suas peças por processos inteiramente artesanais desde a preparação do barro até à vidração e pintura manual, mantendo os mesmos processos desde 1741, data da sua fundação.
Fruto de uma arte tradicional portuguesa, secular, as faianças e azulejos são obras de excelência.
É, neste momento, a última grande fábrica de faianças e azulejos portugueses a produzir no mundo